# Bullivena grandis
Bullivena grandis is een fossiele soort schietmot uit de familie Hydrobiosidae.